# Гришино (Донецкая область)
Гри́шино (укр. Гришине) — село в Покровском районе Донецкой области Украины.
Почтовый индекс — 85330. Телефонный код — +380 623539.

## География
Село расположено на берегах реки Гришинки, на юго-востоке граничит с Покровском, находится в 65 километрах от Донецка.

## История

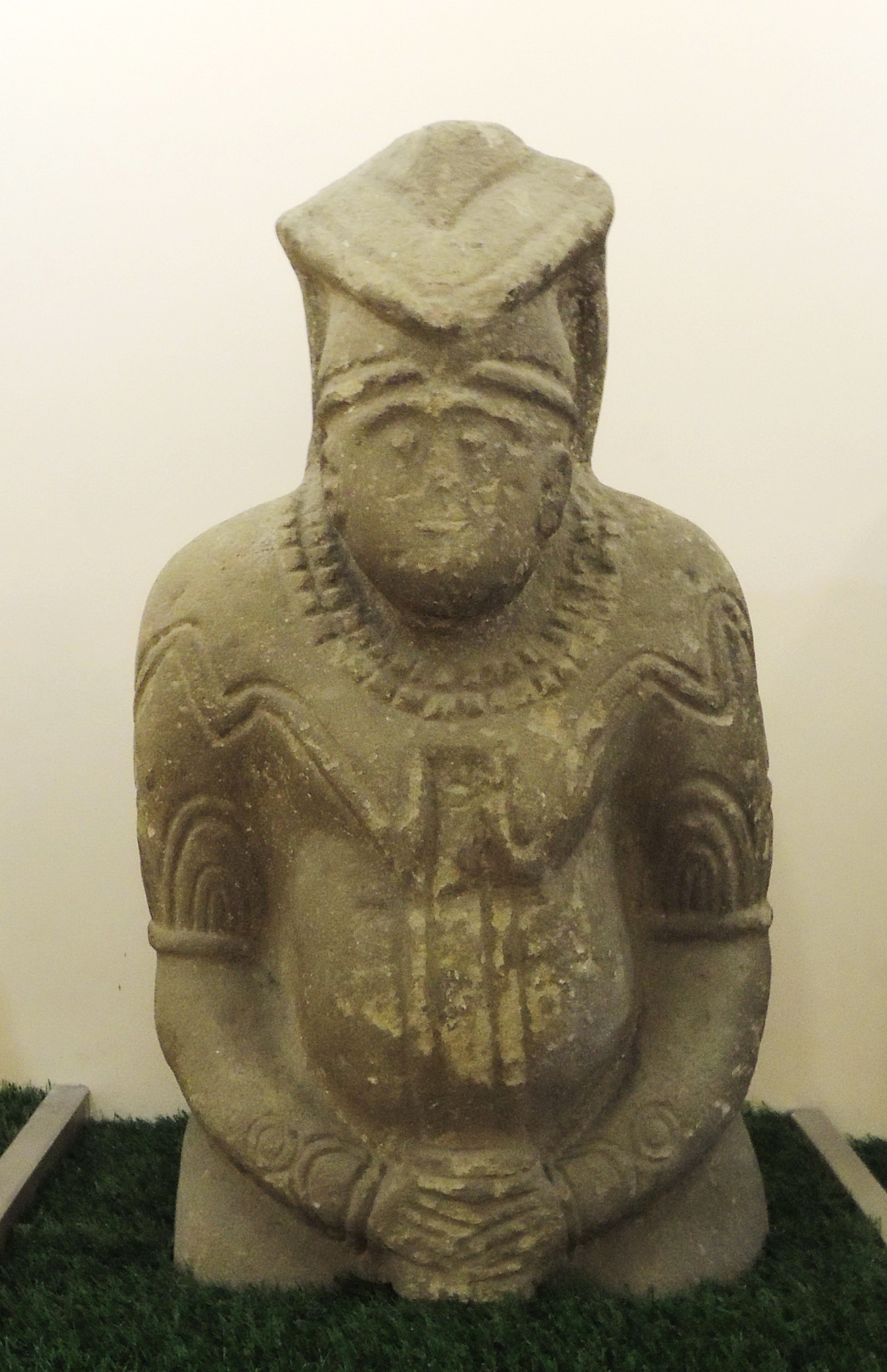
«Половецкая баба» — идол 11-13 веков н. э., найденный в Гришино (ГИМ, Москва)

В XVI веке запорожские казаки, ведшие войны с крымскими татарами, постепенно углубились в левобережные степи и продвинувшись к верховьям рек Самары и Волчьей, основали здесь ряд зимовников . Недалеко проходил Муравский шлях. После создания Самарской паланки поселение находилось на её территории и было известно как Гришино урочище  (балка ). Название местности произошло от имени казака Донского (динского) куреня Запорожской Сечи, что в давние времена погиб в вооруженном столкновении с татарами . Согласно Реестра Войска Запорожского Низового, на 1756 год в Гришино находилось 4 зимовника Кущивского куреня .
Вокруг села находится 18 курганов  бронзового века, а во время археологических раскопок на территории села обнаружены сарматский меч и каменные скульптуры кочевников IX—XIII веков . Всё это указывает на существование более раннего поселения на этих землях.
Между 1780 и 1790 годами на месте бывшего зимовника казаками и крестьянами-переселенцами с севера Украины была основана казённая слобода Гришино. Позднее сюда были переселены несколько десятков польских семей. В 1799 году в слободе насчитывалось около 100 дворов, проживало 250 мужчин.
С 1802 года Гришино вошло в Бахмутский уезд Екатеринославской губернии. В этот период слобода и окружающие её земли активно заселялись переселенцами. Вокруг Гришино появились немецкие колонии Шидлово и Васильевка, имения помещиков Винсов, Геккеров, Роговских. В 1804 году в слободе была построена Покровская церковь, которая подвергалась перестройке в 1884 и 1908 годах.
В соответствии с существовавшим законодательством, казённые крестьяне Гришино получали в подворно-наследственное землепользование участки по 30 десятин. Кроме того, на некоторое время они освобождались от уплаты податей, но позже с них начали взимать поземельный налог. С 1818 года был установлен ежегодный оброк по 3 рубля с ревизской души, который впоследствии был заменен поземельным оброком и к 1855 году вырос до 5 рублей, а также требование отбывать различные государственные повинности. Основными занятиями жителей слободы являлись земледелие и скотоводство, а также охота, рыболовство, изготовление некоторых товаров на рынок. Так как через Гришино проходил большой тракт из Екатеринослава на Бахмут, занимались местные жители и чумацким промыслом. В декабре 1830 года в Гришино проживал 971 мужчина. В пользовании жителей слободы было 14008,5 десятины удобной земли, 9,5 десятины леса и 1001 десятина неудобной земли, а средний надел на одну ревизскую душу составлял 14,4 десятины.
В 1843 году в слободе начала работать школа Министерства государственных имуществ на 50 учеников с одним учителем, которая размещалась в помещении бывшего винного склада. В слободе имелась почтовая станция. Во второй половине XIX века в селе была открыта больница на 10 коек в штате которой имелся один врач и два фельдшера. Больница обслуживала села четырёх волостей Бахмутского уезда, разбросанные в радиусе 41 версты.
В 1860 году в Гришино насчитывалось 435 дворов и 3016 жителей. С 1860 года в Гришино ежегодно устраивались три трехдневные ярмарки, на которых жители окрестных слобод и сел торговали полотном, скотом, лошадьми, хлебом, различными ремесленными изделиями. Кроме занятия сельским хозяйством, жители Гришино изготовляли на продажу серпы, косы, лопаты, брички, колеса, бочки, каменные катки, шили одежду, обувь, выделывали овчины, а из конопли и льна вырабатывали полотно. В 1863 году на такие ярмарки за год было привезено товаров на 25 600 рублей, а продано на 16 тысяч рублей.
После реформы 1861 года Гришино стало волостным центром Бахмутского уезда.
В 1886 году на базе старой школы была открыта земская школа на 40 учащихся, а в 1891 году — церковно-приходская одноклассная школа. Здание школы в течение многих лет не ремонтировалось и напоминало собой, как сообщал местный учитель земству, «старую запустевшую корчму». Согласно земской статистики за 1887 год в Гришино, насчитывавшем 998 дворов, было всего 745 волов, 590 коров, 243 головы ялового молодняка, 742 лошади, 887 свиней, 135 коз, 3852 овцы, 227 телят, 106 жеребят. Во многих хозяйствах вообще отсутствовал скот. После введения в 1886—1887 годах обязательного выкупа земли лишь 1618 из 6124 человек населения села получили наделы. Общее количество надельной земли составило 14133 десятины, а средний надел на ревизскую душу — 8,7 десятины. В селе усилилось социальное расслоение. Разорившиеся крестьяне были вынуждены либо батрачить у местных кулаков и соседних помещиков, либо уходить на заработки, в частности на строительство Екатерининской железной дороги и на шахту «Табурная» Западно-Донецкого каменноугольного общества, открытую вблизи села в 1901 году.
Согласно энциклопедическому словарю Брокгауза и Ефрона, в конце XIX века Гришино представляло собой село Бахмутского уезда Екатеринославской губернии с 6100 жителями. В селе имелась школа, проводились 3 ярмарки в год, почтовая станция, до 20 торгово-промышленных заведений. По данным переписи населения 1897 года в селе, являвшимся волостным центром, проживало 7148 человек, из которых 5453 человека (75 %) были неграмотными. В начале XX века здесь работали паровая мельница и более 10 торговых заведений.
В результате экономического кризиса начала XX века положение крестьян ухудшилось. В результате агитации социал-демократической организация станции Гришино, распространению в селе в 1901—03 годах газеты «Искра», а в июле 1905 года революционных листовок, присланных Екатеринославским комитетом РСДРП, жители села приняли активное участие в выступлениях рабочих-железнодорожников станции Гришино во время декабрьского вооруженного восстания 1905 года, а также в митингах, организованных стачечным комитетом на станции. 10 декабря 1905 года жители села напали на экономии помещиков Винса и Роговского, захватили там сельскохозяйственный инвентарь и скот и распределили его между собой. Часть крестьян села вступила в гришинскую боевую дружину и в её составе выехала в Горловку, где приняла участие в боях с царскими войсками. Двое из жителей села (слесарь С. И. Аникеев и ученик слесаря И. А. Пономарев) были в результате за участие в этих событиях осуждены судом.
В результате столыпинской аграрной реформы усилилось классовое расслоение села. На 1 января 1908 года в селе проживало 8033 жителя, имелось 14589 десятин общинной земли, 1345 голов крупного рогатого и 1135 голов мелкого скота, 2862 лошади. При этом из 1227 дворов 247 (20 %) имели по 1—5 десятин земли, 656 (54 %) — от 5 до 10 десятин и лишь 324 двора (26 %) — более 10 десятин. Кулацкие хозяйства начали вводить четырёхпольный севооборот и применять удобрения на своих полях, вследствие чего урожайность яровых достигала у них 100—120 пудов, а на полях крестьян-бедняков и середняков она не превышала 25—30 пудов. Многие обедневшие крестьяне либо становились батраками, либо уходили на заработки или переселялись в Сибирь. Так, к 1 апреля 1910 года 177 семейств из Гришино обратились к властям Бахмутского уезда с просьбой выделить им в Сибири 481 надел земли. В июле 1908 года крестьяне Гришино отказались платить окладные сборы и недоимки, напали на квартиру станового пристава, а весной 1911 года массово протестовали против выхода на отруба.
В 1913 году в селе насчитывалось около 1300 дворов и 11951 житель, имелись две паровые мельницы, церковь. Ежегодно в Гришино устраивались 3 ярмарки. Само село представляло собой вытянувшуюся по долине длинную цепь однообразных, большею частью крытых соломой хат. 13 июня 1914 года пожар опустошил часть построек, причинив, по подсчётам земства, местным крестьянам убытков на 1248 рублей. В 1915 году в Гришино землёй владели 765 хозяйства, из которых 712 имели её на отрубных участках общей площадью 6602 десятины, где возникли 48 мелких хуторов.
В 1914 году волостная больница, в которой работали врач, акушерка и два фельдшера, обслуживала 35 тысяч человек населения, за год медицинскую помощь в ней получили 13148 больных при скромном годовом бюджете в 247 рублей 32 копеек. Каждый 25-й заболевший умирал, больше половины из них составляли дети. В 1914 году в селе работали двухклассное смешанное земское училище с ремесленным отделением, четыре одноклассные земские школы (две из них были открыты в 1912—13 годах) и церковно-приходская одноклассная женская школа.
Во время Первой мировой войны около 50 % взрослого мужского населения села было мобилизовано в армию, у крестьян неоднократно реквизировали лошадей и скот. Площадь посевов значительно сократилась. В связи с выходом 700 домохозяев на отруба и хутора население села к 1916 году сократилось до 8000 человек.
После Февральской революции в мае 1917 года в селе начал действовать Совет крестьянских депутатов. После решения Бахмутского уездного Совета крестьянских депутатов ограничить годовую арендную плату за десятину земли 4 рублями (в обход решения Временного правительства, предлагавшего платить 10—15 рублей) и расходовать полученные средства на помощь инвалидам войны, сиротам и на просветительные нужды, в Гришино на эти средства был организован народный дом и школа.

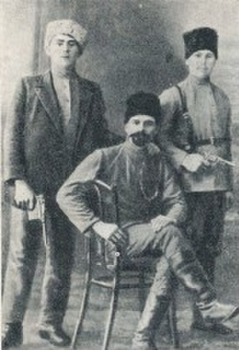
Й. И. Тютюнник (сидит), Д. Я. Воробьёв и С. И. Тютюнник (стоят слева направо), 1919 год

После Октябрьской революции, в декабре 1917 года, при поддержке вооружённых отрядов Красной гвардии, большевики установили контроль над территорией Гришинской волости.
В начале января 1918 года в Гришино была провозглашена советская власть, создан ревком и коммунистическая ячейка во главе с Д. Я. Воробьёвым, активистами которой стали Ф. Т. Тыщенко, М. Аникеев, М. П. Завгородний, М. Науменко, И. Ходыка, А. Лучанинов.
21 апреля 1918 года в ходе военной операции специальной группы АУНР во главе с полковником Владимиром Синкевичем власть в Гришино перешла к УНР.
В мае 1918 года местными большевиками под руководством Д. Я. Воробьёва была организована подпольная ячейка, в которую входили М. П. Завгородний, В. Д. Коровников и другие. К осени 1918 года в Гришинской волости действовало несколько партизанских отрядов под руководством Т. В. Кишканя, Ф. Т. Тыщенко, Д. Я. Воробьёва, И. И. Тютюнника, П. С. Рокотянского. В ноябре 1918 года вооруженные отряды партизан повторно захватили контроль над Гришинской волостью.
2 января 1919 года власть в Гришино перешла к анархистам РПАУ. Во главе Гришинской группы махновцев был Пётр Петренко (Платонов). 8 января 1919 части 3-й дивизии Добровольческой армии белогвардейцев во главе с Владимиром Май-Маевским выбили РПАУ из Гришино и отодвинули их на запад.

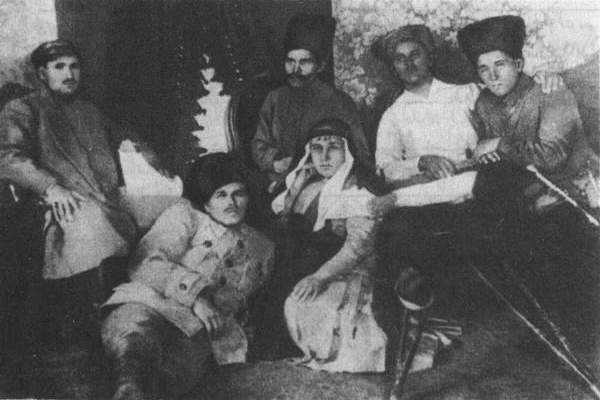
Слева направо верхний ряд: С. Каретников, Н. Махно, В. Куриленко, Г. Василевский.
Нижний ряд: П. Петренко (Платонов) и сестра милосердия Галина Зубенко.
Старобельский госпиталь, 1920 год.

В 1919 году на территории Гришинской волости развернулись военные действия с участием РПАУ, что получили одноимённое название Гришинская операция.
20 января белогвардейцы ВСЮР были выбиты группами РПАУ совместно с партизанскими отрядами большевиков.
18 февраля, следуя приказу руководства РПАУ, Петренко покинул позиции в Гришино, уступив их группе советских войск Екатеринославского направления под командованием Павла Дыбенко. 21 февраля РПАУ вошла в состав 1-й Заднепровской Украинской Советской дивизии под командованием Дыбенко.
29 мая белогвардейская кавалерийская дивизия ВСЮР во главе с генералом Андреем Шкуро выбили большевиков из Гришино.
30 декабря в ходе военной операции 8-й кавалерийской дивизии Червонного казачества под руководством В. М. Примакова, белогвардейцы были выбиты из занимаемых позиций.
В 1920 году при поддержке советских войск местные большевики возобновили партийную и административную деятельность под руководством Д. Я. Воробьёва.
Уже в 1921—1922 годах антибольшевистские настроения и недостаточное финансирование вынудили местные власти на крайние меры, принудительное изъятие собранного местными жителями урожая. Это стало основной причиной голода среди населения и срыва посевной 1923 года.
Весной 1924 года советская власть создала сельскохозяйственное товарищество, которому передала под кредитные обязательства зерно и выделила во временное пользование сельскохозяйственную технику для начала посевных работ. С 1925 по 1930 годы силами местных жителей в селе было создано более 100 частных хозяйств.
С 1930 по 1932 год советская власть в лице главы сельсовета Ланцова М. М. и местных коммунистов организовали в селе коллективизацию частной собственности. Мобилизовав лояльную часть местного населения, они начали проводить мероприятия по принудительному изъятию собственности у частных хозяйств и зажиточных селян. Процесс коллективизации сопровождался добровольной порчей собственного имущества, поджогами и даже вооружёнными стычками. Из-за жёсткой политики по отношению к населению и систематических поборов местной власти в период с 1932 по 1933 года часть жителей села была поставлена на грань выживания.
В 1932 году на основе Постановления ВУЦИК «О создании Донецкой области» был создан Гришинский район, который включал в себя территории бывших Гришинской, Криворожской, Святогоровской и Сергеевской волостей.
7 сентября 1934 года центр района был перенесён в посёлок городского типа Гришино при железнодорожной станции Гришино (ныне Покровск), которые вместе с Гришинским районом были переименованы в Постышево (с 1938 года это город Красноармейское, с 1962 года — Красноармейск и с 2016 года — Покровск).
В 1941 году во время второй мировой войны, большая часть мужчин села были мобилизованы на фронт, а те, что остались, участвовали в постройке оборонительных сооружений. С 21 октября 1941 года Гришино было под оккупацией немецких войск, в 1943 году тут проходила линия фронта и велись ожесточённые бои. 8 сентября 1943 года, силами частей 3-й гвардейской армии под командованием генерал-лейтенанта Д. Д. Лелюшенко Гришино было освобождено от оккупационных войск.
В целом, во время второй мировой войны в ряды Советской Армии было призвано 463 жителя села Гришино, 288 из них погибли, 142 были награждены за мужество и героизм орденами и медалями.

## Демография
В 2024 году в селе проживало 860 человек. Население по переписи 2001 года составляет 2 259 человек (1779 год — 250 мужского населения, 1913 год — 11951 человек) из них 92,56 % указали как родной язык украинский, 7,13 % — русский, 0,18 % — белорусский и 0,09 % — армянский язык.

## Достопримечательности

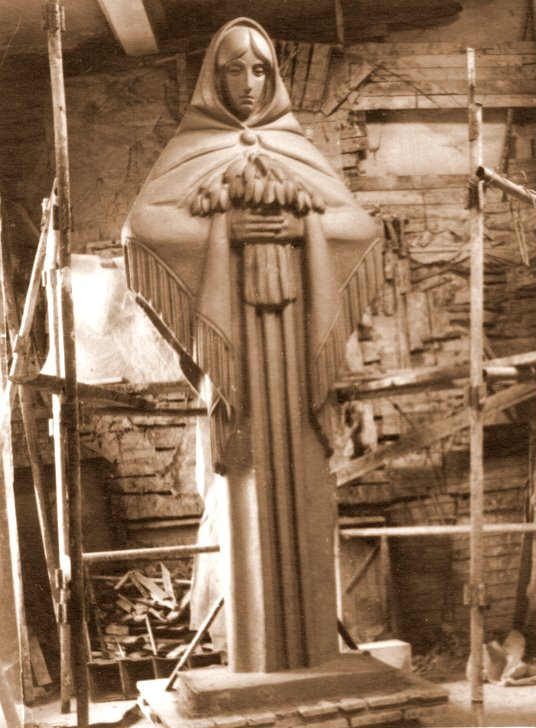
Памятник «Слава»

В 1956 году на месте братской могилы погибших воинов Южно-Западного фронта был установлен памятник.
В 1983 году памятник был реконструирован, установлен памятник «Слава» работы Леонида Артёмовича Бриня. Высота монумента составляет 6,5 метров. Выполнен из гранита и кованого алюминия.

## Религия[31]
В 1773 году в Гришино была построена первая, деревянная православная Покровская церковь.
В 1804 году на месте деревянной, была воздвигнута новая, каменная православная Покровская церковь.
В 1957 году представителями советской власти церковь была разрушена, разграблена и превращена в зернохранилище.
В 1989 году решением Донецкого областного совета от 12.07.1989 года № 222 полуразваленная церковь была взята на государственный учёт как памятник архитектуры.
В период с 2001 по 2003 год силами протоиерея Василия Кийко и местных жителей церковь была восстановлена.
В 2005 году Свято-Покровский храм села Гришино был освящён митрополитом Донецким и Мариупольским Иларионом.
На данный момент храм полностью функционирует. В нём представлены иконы, написанные в Киево-Печерской лавре, на горе Афон и черниговскими мастерами. Церковный иконостас храма изготовлен в Почаевской лавре.

## Известные люди
- Москаленко Кирилл Семёнович (1902—1985) — Маршал Советского Союза (1955), дважды Герой Советского Союза (1943, 1978).
- Соловьёва Наталья Петровна (1927—2017) — Герой Социалистического Труда (1950)[33].
- Щепенко Николай Назарович (1915—1995) — украинский писатель, член Национального союза писателей Украины.
- Биленко Николай Назарович — кавалер ордена Ленина.
- Макаров Василий Макарович — кавалер ордена Знак Почёта.
- Лазник Виктор Гаврилович — кавалер ордена Знак Почёта.
- Воробьёв В. М. — кавалер ордена Трудового Красного Знамени.
- Руденко А. Н. — кавалер ордена Знак Почёта.
- Лазник Виктор Трифонович — кавалер ордена Ленина.
- Бондаренко Екатерина Николаевна — заслуженный деятель искусств Украины.
- Ивлев Юрий Васильевич — лауреат Государственной премии Украины в области науки и техники (2014)[34].
- Белицкий Леон Валерьевич — украинский спортсмен-гиревик, многократный победитель международных соревнований.